# Jan van Mieris

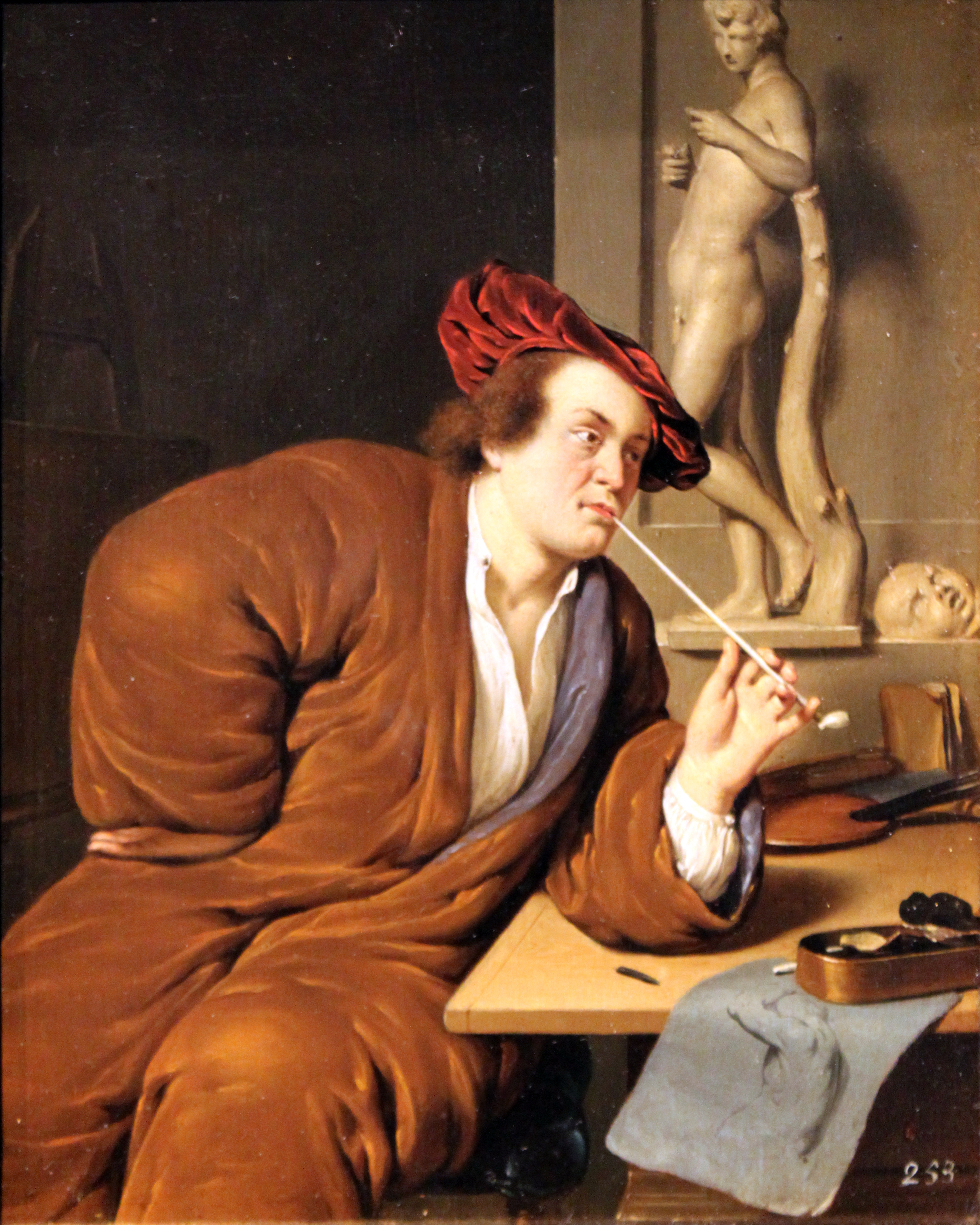
Jan van Mieris, Porträt eines rauchenden Künstlers, 1688, Kunsthalle Hamburg

Jan van Mieris (* 17. Juni 1660 in Leiden; † 17. März 1690 in Rom) war ein niederländischer Genre- und Porträtmaler des Barocks.

## Leben
Er war ein Schüler seines Vaters Frans van Mieris d. Ä. und malte in dessen Stil und dem seines Bruders Willem van Mieris, mit dem er oft verwechselt wird. Er verließ Leiden nach 1686 und ist seit 1689 in Italien (Venedig, Florenz, Rom) nachweisbar.